# Ivo Gugić
Ivo Gugić (Vela Luka, 1920. – Kotor, 4. lipnja 1996.) bio je kotorski biskup. 
Za svećenika je zaređen 1944. u Dubrovniku, gdje je djelovao kao vjeroučitelj i upravitelj župe sv. Mihajla na Lapadu. Za biskupa je zaređen 13. kolovoza 1961., te je bio u službi dubrovačkog pomoćnog biskupa. Kao splitsko-makarski pomoćni biskup počinje službovati 1967., a kotorskim biskupom postaje 1983. i na toj službi ostaje do 1996. kada je umirovljen i iste godine okrutno ubijen u biskupskom dvoru.